# Lautert
Lautert ist eine Ortsgemeinde im Blauen Ländchen im Rhein-Lahn-Kreis in Rheinland-Pfalz. Sie gehört der Verbandsgemeinde Nastätten an.

## Geographie

### Geographische Lage
Die Gemeinde liegt auf dem Einrich im Taunus. Zu Lautert gehört auch die Siedlung Beichert.

### Nachbarorte
Die Nachbarorte von Lautert sind die Stadt Nastätten im Nordosten, die Ortsgemeinden Diethardt im Osten, Rettershain im Süden, Ober- und Niederwallmenach im Westen, sowie Oelsberg im Norden.

## Geschichte
Die erste urkundliche Erwähnung Lauterts erfolgte im Jahr 1102 als Laudroth. Der Ort gehörte ab dem 13. Jahrhundert zum „Vierherrischen“ Gebiet. 1361 lautete der Name Lutrat. Die Siedlung Beichert wurde schon vor dem Dreißigjährigen Krieg zur Wüstung.
1775, nach den Nastätter Rezessen, kam das Kirchspiel Oberwallmenach mit Lautert und Rettershain in den Besitz von Hessen-Kassel. Von 1806 bis 1813 stand der Ort als Teil der Niedergrafschaft Katzenelnbogen unter französischer Verwaltung („pays resérvé“). Nach dem Wiener Kongress (1815) fiel der Ort 1816 an das Herzogtum Nassau. Seit 1866 Teil der preußischen Provinz Hessen-Nassau, kam der Ort 1946 zum damals neu entstandenen Land Rheinland-Pfalz. Seit 1972 gehört Lautert der Verbandsgemeinde Nastätten an.
Bevölkerungsentwicklung
Die Entwicklung der Einwohnerzahl von Lautert, die Werte von 1871 bis 1987 beruhen auf Volkszählungen:
| Jahr | Einwohner |
| ---- | --------- |
| 1815 | 144       |
| 1835 | 186       |
| 1871 | 232       |
| 1905 | 187       |
| 1939 | 164       |
| 1950 | 194       |
| 1961 | 193       |

| Jahr | Einwohner |
| ---- | --------- |
| 1970 | 171       |
| 1987 | 186       |
| 1997 | 222       |
| 2005 | 260       |
| 2011 | 279       |
| 2017 | 270       |
| 2023 | 247       |

## Politik

### Gemeinderat
Der Gemeinderat in Lautert besteht aus sechs Ratsmitgliedern, die bei der Kommunalwahl am 9. Juni 2024 in einer Mehrheitswahl gewählt wurden, und dem ehrenamtlichen Ortsbürgermeister als Vorsitzendem.

### Bürgermeister
Jens Gilles wurde am 8. Juli 2024 Ortsbürgermeister von Lautert, nachdem er bereits seit April 2023 als bisheriger Erster Beigeordneter die Amtsgeschäfte kommissarisch geführt hatte. Da bei der Direktwahl am 9. Juni 2024 kein Wahlvorschlag eingereicht wurde, oblag die Neuwahl des Bürgermeisters gemäß rheinland-pfälzischer Gemeindeordnung dem Rat. Dieser entschied sich auf seiner konstituierenden Sitzung für Jens Gilles, nachdem eine Aufgabenverteilung innerhalb des Rats gefunden wurde.
Der Vorgänger von Jens Gilles, Günter Klamp, hatte das Amt 1999 übernommen. Zuletzt bei der Direktwahl am 26. Mai 2019 war er mit einem Stimmenanteil von 95,0 % für weitere fünf Jahre wiedergewählt worden. Ende 2022 kündigte Günter Klamp jedoch an, sein Ehrenamt zum 31. März 2023 vorzeitig niederzulegen. In der bis Mitte 2024 laufenden Wahlperiode gelang es nicht, einen Nachfolger für das Amt des Ortsbürgermeisters zu finden.

### Wappen
| Wappen von Lautert | Blasonierung: „Gespalten von Blau und Schwarz mit einer eingeschobenen eingeschweiften halben goldenen Spitze, darin ein roter Reichsapfel, vorne ein steigender rotbewehrter und rotbezungter goldener Löwe, hinten ein goldenes Beil.“ |
| Wappen von Lautert | Wappenbegründung: Der goldene Löwe im blauen Feld weist auf die Zugehörigkeit der Gemeinde zum Herzogtum Nassau hin, der rote Reichsapfel in Gold symbolisiert das Gerichtssiegel des Vierherrengerichtes Oberwallmenach in umgekehrten Farben, zu dem Lautert bis 1775 gehörte, das goldene Beil (oder die Axt) erinnert an die Rodung des Waldes zur Entstehung der Siedlung im 12. Jahrhundert. Das Blau symbolisiert auch das wegen der früheren zahlreichen Blaufärber „Blaues Ländchen“ genannte Gegend. |

## Kultur und Sehenswürdigkeiten

### Landmuseum Lautert
Mit einer Sammlung landwirtschaftlicher Geräte bietet das auf Anfrage geöffnete Museum in der Poststraße 1 Einblicke in die Anfänge der Landwirtschaft.

### Bauwerke
In der Denkmalliste des Landes Rheinland-Pfalz (Stand: 2023) werden als Kulturdenkmäler eine Hofanlage, ein Krüppelwalmdachbau und sieben Fachwerkhäuser aus dem 17. und 18. Jahrhundert in der Hauptstraße und der Straße An der Lay genannt.
Siehe auch: Liste der Kulturdenkmäler in Lautert

## Wirtschaft und Infrastruktur

### Wirtschaft
In den letzten Jahrzehnten kam es zum Rückgang der Bedeutung der landwirtschaftlichen Betriebe, inzwischen gibt es nur noch einen Vollerwerbslandwirt im Ort. Viele Arbeitnehmer pendeln zu auswärtigen Arbeitsstellen. Das ortsansässige Gewerbe umfasst eine Maschinenfabrik und ein Baugeschäft.

### Verkehr
Lautert liegt an der Landesstraße 337, von der am westlichen Ortsrand die Kreisstraße 92 nach Oberwallmenach und weiter im Norden die K 93 abzweigt, die zur L 335 führt.